# Antoine Lemoine

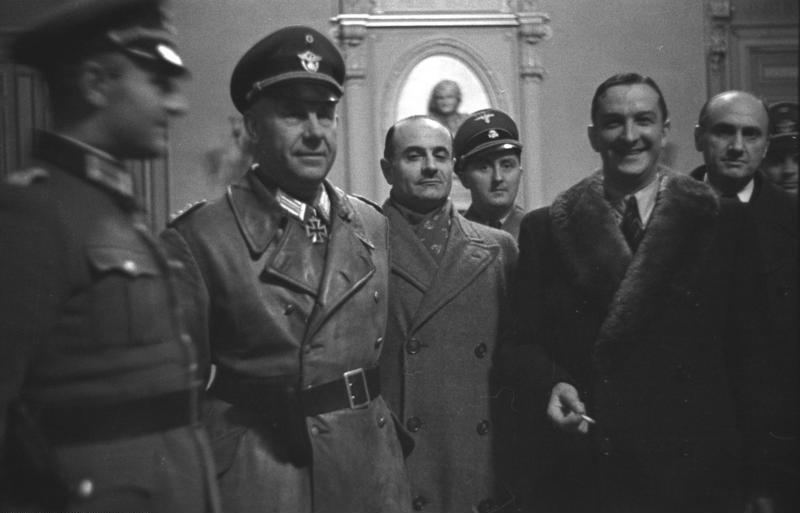
Lemoine (Mitte) im Rathaus von Marseille am 23. Januar 1943

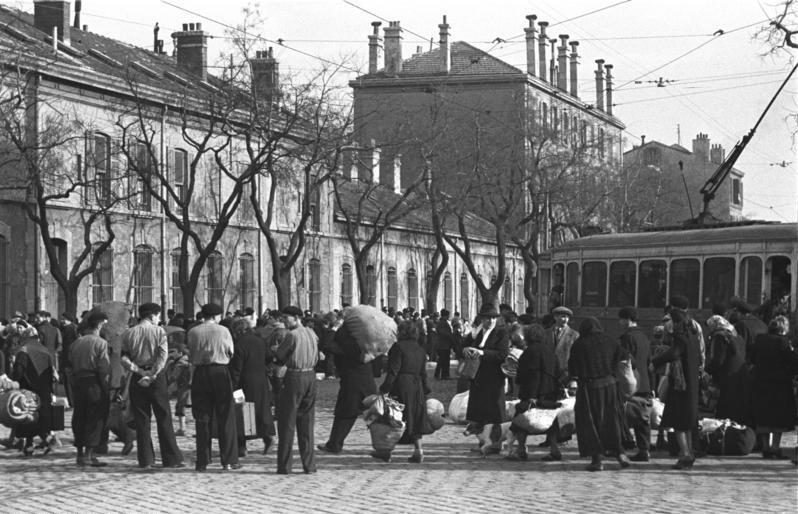
Deportation von Juden am 24. Januar 1943

Antoine Jean Marcel Lemoine (* 13. Juli 1888 in Épinal; † 12. September 1958 in Précy-sur-Vrin) war ein französischer Verwaltungsjurist, Präfekt und Staatssekretär in der Vichy-Regierung.

## Leben
Antoine Lemoine studierte Rechtswissenschaften und begann 1910 eine Verwaltungstätigkeit in der Präfektur des Départements Meurthe-et-Moselle. Danach wurde er Kabinettschef des Präfekten im Département Seine-et-Oise. Während des Ersten Weltkriegs wurde er zunächst eingezogen und dann ab 1916 als Unterpräfekt in Loches sowie in Doullens eingesetzt. Seine weitere Verwaltungslaufbahn schickte ihn von 1919 bis 1922 ins Département Aisne und als Unterpräfekt nach Soissons. Nach einer Tätigkeit im Ministerium der Handelsmarine 1929 wurde er erstmals Präfekt in Ain (1930–1931), sodann in Indre (1931–1934), Indre-et-Loire (1934–1936), Gard (1936–1938) und in Loiret (1938–1940), wo er die deutsche Eroberung Frankreichs erlebte.
In der danach eingerichteten Vichy-Verwaltung wurde Lemoine 1941 Direktor der Kommunikation (Directeur du corps des gardes de communication) und danach wieder als Präfekt im Département Haute-Vienne und Regionalpräfekt von Limoges (1941–1942) im unbesetzten Teil Frankreichs eingesetzt, sowie 1943 als Präfekt von Bouches-du-Rhône und Regionalpräfekt von Marseille.
Im November 1942 wurde auch Vichy-Frankreich von der Wehrmacht besetzt, die französische Vichy-Regierung und die Präfekturen blieben aber im Amt und arbeiteten nun, wie schon im vorher besetzten Teil, mit der Wehrmacht und dem deutschen Sicherheitsdienst unmittelbar zusammen. Im „Rafle de Marseille“ wurden im Januar 1943 unter Lemoines Präfektur 1640 Juden in Sammellager deportiert. Lemoine wurde am 30. Dezember 1943 als Staatssekretär ins Vichy-Innenministerium berufen und war dies bis zum 13. Juni 1944, als er durch Joseph Darnand abgelöst wurde.
Nach Ende des Krieges wurde er als Angehöriger der Kollaborationsregierung von der Commission d’Épuration angeklagt und vom Haute Cour de justice zu fünf Jahren Ehrverlust (Dégradation nationale) verurteilt und aus allen Ämtern entfernt. Das Urteil wurde aufgehoben, da er nachweisen konnte, die Résistance unterstützt zu haben.